# Pseudaphomomyrmex emeryi
Pseudaphomomyrmex emeryi är en myrart som först beskrevs av William Harris Ashmead 1905.  Pseudaphomomyrmex emeryi ingår i släktet Pseudaphomomyrmex och familjen myror. Inga underarter finns listade i Catalogue of Life.